# Cornélie Huygens
Cornélie Lydie Huygens (13 juin 1848 à Haarlemmerliede - 31 octobre 1902 à Amsterdam) est une écrivaine néerlandaise, sociale-démocrate et militante féministe.

## Biographie

### Enfance
Huygens est née le 13 juin 1848 à Haarlemmerliede,. Elle est la fille de Gerard William Otto Huygens, brûleur et fabricant de chaux, et de Cornelia Adelaide Henriette Elias (1824-1848). Sa mère décède quatre semaines après sa naissance. Son père s'installe avec la jeune fille à Leyde et elle est élevée par sa tante paternelle Jeanne Marie Huygens, une amie de la féministe Mina Kruseman, et une de ses grand-mères. Dès 1864, elle faisait partie du cercle d'amis de Kruseman qui la protégeait.
En 1870, la famille s'installe à  Valkenburg. Desirant devenir chanteuse, Kruseman la présente à un professeur de chant à Bruxelles.

### Militante
Huygens se fait connaître très tôt pour ses articles féministes et fait ses débuts en tant que romancière en 1877. En 1896, elle a rejoint le Parti social-démocrate ouvrier (SDAP) nouvellement fondé en tant que première femme membre et la première femme aux Pays-Bas à être membre d'un parti politique, et elle est devenue connue sous le nom de «Dame rouge». Cornélie Huygens était une idéologue socialiste connue et active et une participante au débat politique, et par son travail pour le droit de vote des femmes, elle a fait du travail pour les droits des femmes, qui aux Pays-Bas avait été auparavant un problème pour les femmes de la classe supérieure, une partie de le mouvement socialiste pour les droits des travailleurs.

### Fin de vie malheureuse
En 1901, elle rencontre l'homme d'affaires allemand d'origine amstellodamoise Ignatius Bahlmann et deviennent amants. Malgré son opposition de principe à l'institution du mariage, elle épouse le 2 octobre 1902, à l'âge de 54 ans, Ignazius Bahlmann (1852-1934). Ce dernier est connu pour avoir traduit son roman Barthold Meryan en allemand. Apparemment très malheureuse dans son mariage, elle s'est noyée moins d'un mois après ce mariage dans un étang du Vondelpark. Elle est décédée le 31 octobre 1902 à Amsterdam,.